# 卵果蔷薇
卵果蔷薇（学名：Rosa helenae）为蔷薇科蔷薇属下的一个种。

## 扩展阅读
- 維基物種上的相關：卵果蔷薇